# Боснич, Хусейн Билал
Хусе́йн Билал Бо́снич (босн. Husein Bilal Bosnić) — боснийский террорист, религиозный и общественный деятель, один из лидеров исламистского движения в Боснии и Герцеговине, член международной террористической организации «Исламское государство».

## Биография
Хусейн Боснич родился в 1972 году в городе Бужим на северо-западе Боснии и Герцеговины. В детстве вместе с семьей он переехал жить в Германию.
Вернулся на родину с началом Боснийской войны в 1992 году, где присоединился к одному из батальонов боснийских моджахедов. Был членом боснийской группировки под названием «Активная исламская молодёжь», выступавшей за радикальный ислам и джихад. По окончании войны Боснич стал видным членом салафитского движения Боснии и Герцеговины наряду с Юсуфом Барчичем, погибшим в автомобильной аварии в 2011 году. После его смерти Боснич стал фактическим лидером боснийских исламистов.
Билал Боснич получил широкую известность своими скандальными выступлениями во время пятничных проповедей. В одном из них в мае 2007 года он высказался в поддержку Усамы бен Ладена, назвав его «шахидом». В феврале 2013 года Билал призвал обязать боснийских сербов и хорватов платить «джизью» — исламский налог для иноверцев. В 2012 году Билал открыто призывал боснийских мусульман присоединиться ко всемирному джихаду, за что был арестован властями, но вскоре выпущен на свободу.
Боснич установил связи с международной террористической организацией «Исламское государство Ирака и Леванта» (с 2014 года — «Исламское государство»), активно занимался вербовкой европейских мусульман в ее ряды. В августе 2014 года он записал видеообращение, в котором призвал мусульманскую молодежь присоединится к джихаду.
3 сентября 2014 года Хусейн Боснич был задержан с 15 своими сторонниками полицией Боснии и Герцеговины. 5 ноября 2015 года суд признал его виновным в пропаганде экстремизма и создании террористической группы и приговорил к 7 годам лишения свободы.